# 詹姆斯·范德比爾特
詹姆斯·普雷頓·范德比爾特（英語：James Platten Vanderbilt，1975年11月17日—）是一名美國編劇、電影製作人，因電影《索命黃道帶》（2007年）、《蜘蛛人：驚奇再起》（2012年）、《惊天危机》（2013年）、《蜘蛛人驚奇再起2：電光之戰》（2014年）和《奪命鴛殃》（2019年）而知名。他也作為共同編劇與製片人為《ID4星際重生》（2016年）、《巨齒鯊》（2018年）、《滴答屋》（2018年）和《弒婚遊戲》（2019年）做出貢獻。

## 早期生活
身為紐約范德比爾特家族的成員，詹姆斯·范德比爾特是艾麗森·坎貝爾（Alison Campbell）和阿爾弗雷德·格溫·范德比爾特三世（Alfred Gwynne Vanderbilt III）的兒子。他的曾祖父阿爾弗雷德·格溫·范德比爾特在1915年沈船事件中死於盧西塔尼亞號，祖父小阿爾弗雷德·格溫·范德比爾特曾擔任紐約賽馬協會主席，外祖父唐納·坎貝爾·普雷頓（Donald Campbell Platten）是紐約化學銀行的首席執行官和董事長。
范德比爾特在康乃狄克州的諾沃克長大，並畢業於聖保羅學校及南加州大學。
范德比爾特的Mythology Entertainment製片公司始於2011年，並於2019年被重新納入Project X Entertainment。
2016年5月，Mythology Entertainment從創作者艾瑞克·克努森（Eric Knudsen）那裡取得瘦長人的版權，後來范德比爾特在2018年製作了該角色的改編電影。
2020年，范德比爾特為《驚聲尖叫》系列的第五部作品共同編寫劇本。該電影於2022年1月14日上映。

## 影視作品
| 年分 | 標題                          | 編劇 | 製作人 | 導演                             | 備註              |
| ---- | ----------------------------- | ---- | ------ | -------------------------------- | ----------------- |
| 2003 | 《暗夜鬼叫聲》                | 是   | 否     | 強納森·李伯斯曼                  |                   |
| 2003 | 《特種部隊》                  | 是   | 是     | 約翰·麥提南                      |                   |
| 2003 | 《浴血叢林》                  | 是   | 否     | 彼得·柏格                        |                   |
| 2007 | 《索命黃道帶》                | 是   | 是     | 大衛·芬奇                        |                   |
| 2010 | 《敗者為王》                  | 是   | 否     | 席維凡·懷特                      |                   |
| 2012 | 《蜘蛛人：驚奇再起》          | 是   | 否     | 馬克·偉柏                        |                   |
| 2013 | 《惊天危机》                  | 是   | 是     | 羅蘭·艾默瑞奇                    |                   |
| 2014 | 《蜘蛛人驚奇再起2：電光之戰》 | 故事 | 否     | 馬克·偉柏                        |                   |
| 2015 | 《》                          | 是   | 是     | 他自己                           | 導演處女作        |
| 2016 | 《ID4星際重生》               | 是   | 否     | 羅蘭·艾默瑞奇                    |                   |
| 2018 | 《滴答屋》                    | 否   | 是     | 艾利·羅斯                        |                   |
| 2019 | 《奪命鴛殃》                  | 是   | 是     | 凱爾·紐瓦克                      |                   |
| 2019 | 《弒婚遊戲》                  | 否   | 是     | 馬特·貝蒂內利-奧爾平 泰勒·吉列特 | 客串：Mr. Le Bail |
| 2022 | 《驚聲尖叫》                  | 是   | 是     | 馬特·貝蒂內利-奧爾平 泰勒·吉列特 |                   |
| 2022 | 《》                          | 否   | 是     | 麥可·貝                          |                   |
| 2023 | 《驚聲尖叫6》                 | 是   | 是     | 馬特·貝蒂內利-奧爾平 泰勒·吉列特 |                   |
| 2023 | 《奪命鴛殃2》                 | 是   | 是     | 傑瑞米·蓋瑞里克                  |                   |
| 2024 | 《噬血芭蕾》                  | 否   | 是     | 馬特·貝蒂內利-奧爾平 泰勒·吉列特 |                   |

執行製作人
- 《碳變》（2018年）
- 《窒息》（2018年）
- 《American Dream/American Knightmare》（2018年；電視紀錄片）
- 《暗夜情報員》（2023年）

## 外部連結
- 詹姆斯·范德比爾特在互联网电影资料库（IMDb）上的資料（英文）
- James Vanderbilt interview in Creative Screenwriting Magazine （页面存档备份，存于）